# خطة ترشيد البنزين في إيران في عام 2007
تم إطلاق خطة ترشيد البنزين في إيران في عام 2007 من قبل مجلس وزراء حكومة الرئيس محمود أحمدي نجاد لتقليل استهلاك الوقود. على الرغم من أن إيران هي واحدة من أكبر المنتجين في العالم للنفط، إلا أن التزايد السريع على طلبه والسعة المحدودة للتكرير أجبرت الدولة على استيراد ما يقرب من 40% من احتياجها من البنزين، بتكلفة سنوية تصل إلى 7 مليارات دولار.
أثارت خطة الترشيد في البداية السخط في إيران، ولكن، وفقًا لتحليلات منقولة عن وسائل الإعلام الإخبارية الغربية، فالحكومة الإيرانية على أمل أن الحد من واردات البنزين سيساعد في تحرير البلاد من الضغوط الدولية المتعلقة ببرنامجها النووي. قال المحلل السياسي الإيراني، سعيد ليلاز، «إننا سوف نعاني كثيرًا إذا قرروا (الدول الأجنبية) فجأة عدم بيع الوقود لنا». وأضاف قائلاً، «إن خطة ترشيد الوقود هي قرار اقتصادي أمني لتقليل استهلاك الوقود». وفي مقابلة قال الرئيس الإيراني محمود أحمدي نجاد: «إنهم الأمريكيون لديهم خطة وفكرة حيادية. إنهم لا يعرفون أمتنا. فهم يعتقدون أن عند رفضهم إمدادنا بالبنزين، سنقول نحن لا نريد الطاقة النووية الكامنة.»

## الخلفية
أدت الزيادة في عدد السكان منذ عام 1980 من 40 إلى 68 مليون شخص إلى رفع استهلاك البنزين في إيران بنسبة 13 في المائة تقريبًا سنويًا على مدى السنوات الخمس الماضية. ونتيجة لذلك تستهلك الدولة بنزينًا أكثر مما يمكن لمعامل تكريرها الإمداد به.
يصل الإنتاج إلى مليون جالون US (40,000 m3) في اليوم، مقارنة بالطلب اليومي الذي يصل إلى مليون جالون (70,000 m3). ومع استيراد 43 بالمائة من احتياجها، تعتبر إيران ثاني أكبر مستورد للبنزين في العالم.
تدعم إيران الوقود بشكل كبير، فهو يباع بنصف تكلفته الحقيقية تقريبًا. فإن 1000 ريال (0.11 دولار) لسعر اللتر يجعل إيران هي أرخص دولة في العالم بالنسبة للسائقين. وتؤكد الحكومة أن الأغنياء يستفيدون من 70 في المائة من الدعم، وأن هذا هو أحد الأسباب الرئيسية لتغيير نظام الدعم.

## خطة ترشيد استهلاك البنزين
اتخذت إيران إجراءات للحد من اعتمادها على البنزين من الدول الأجنبية من خلال إستراتيجية ثلاثية الأقسام والتي تشمل:
- توسع كبير في طاقة التكرير بإيران
- تأمين واردات البنزين من حلفاء غير معادين
- تقليل استخدام البنزين
- تطوير نظام النقل العام

جاءت اللجنة الخاصة التي شكلتها الحكومة ببرنامج من أربع نقاط
والذي يشمل:
- تحويل معظم السيارات الموجودة لتعمل بالغاز الطبيعي بمعدل 1.2 مليون سنويًا في غضون خمس سنوات. وسيبدأ بتحويل 600000 سيارة من السيارات العامة والحكومية إلى سيارات تعمل بالغاز الطبيعي.
- التخلص التدريجي من السيارات القديمة جدًا (حوالي 1.2 مليون) بحلول عام 2010.
- بداية من يونيو 2007، يجب أن تكون معظم السيارات المصنعة حديثًا قادرة على العمل بالغاز الطبيعي.
- في غضون خمس سنوات سوف يتم تحديث وتعديل معظم محطات التزود بالوقود في إيران والبالغ عددها 10000 محطة لتقدم الغاز الطبيعي.

قامت الحكومة الإيرانية بتقديم حوافز لمشتري السيارات التي تعمل بالغاز الطبيعي المضغوط، وقللت في الوقت نفسه من دعم البنزين. وتعتبر إيران مصنعًاً رياديًا للسيارات في الشرق الأوسط. في عام 2005، أنتجت شركات صناعة السيارات الإيرانية ما يقرب من مليون سيارة من بينها 884000 سيارة ركاب و104000 من السيارات الثقيلة، بقيمة 11.6 مليار دولار. تهدف الحكومة الإيرانية أن تعمل معظم السيارات في إيران بالغاز الطبيعي بحلول عام 2015.
بدأت القيود في منتصف الليل بالتوقيت المحلي من يوم الأربعاء 27 يونيو (20:30 بتوقيت جرينتش يوم الثلاثاء)، وقد تم وضعها لتستمر لمدة أربعة أشهر. يسمح نظام الترشيد لسائقي السيارات الخاصة بالتزود بـ 100 لتر (26 غالونًا) فقط من الوقود شهريًا بالسعر المدعم. وتحصل سيارات الأجرة على 800 لتر (211 غالونًا) شهريًا. وفيما عدا ذلك، سيباع الوقود بسعر أعلى، صرح المسؤولون أنه سيتم الإعلان عنه في غضون الشهرين القادمين. أثارت خطة ترشيد استهلاك الوقود السخط العارم في إيران، ولكن إذا نجحت في تقليل كمية البنزين التي يتم استيرادها، فإنه يمكن أن يساعد ذلك في تحرير الدولة من الضغوط الدولية المتعلقة ببرنامجها النووي.
استنادًا إلى خطة الترشيد الحالية، تزود كل سيارة خاصة بـ 120 لترًا شهريًا بسعر 10 سنت للتر الواحد. أما سعر البنزين الحالي بدون خطة ترشيد فهو ما يقرب من 40 سنت (نوفمبر 2008).

## الأسعار في الدول المجاورة
في منتصف شهر نوفمبر 2008، كانت أسعار البنزين السوبر في أفغانستان المجاورة، وأرمينيا، وأذربيجان، وباكستان، وتركيا، والإمارات العربية المتحدة هو 105، 108، 74، 84، 187، و45 سنت للتر الواحد. في حين، يسمح لسائقي السيارات في إيران الحصول على 100 لتر (26.4 غالون أمريكي) من البنزين كل شهر بالسعر المدعم وهو حوالي 10 سنت للتر الواحد (37.9 سنت للغالون الأمريكي)، وكمية غير محدودة بسعر 40 سنت للتر الواحد (1.52 دولار للغالون الأمريكي).

## تهريب الوقود
وفقًا لسلطات مكافحة التهريب الإيرانية، فإن ما يعادل نحو 17 في المائة من الإنتاج اليومي للوقود بما يساوي 40 مليون لتر من الوقود (10.6 ملايين غالون أمريكي) كان يتم تهريبه يوميًا في عام 2009 إلى خارج البلاد. وكان معظم التهريب للبنزين والديزل، في حين تستورد إيران كلا النوعين بما يقرب من 30 مليون لتر (7.9 ملايين غالون أمريكي) كل يوم. استخدم المهربون «بحيرات الوقود»، أنابيب تحت الأرض إلى دول الجوار وناقلات النفط في مجرى نهر شط العرب. وقد استخدمت منشآت مثل مجمع ميناء رجائي الشهيد في محافظة هرمزغان حسبما ذكر من قبل حرس الثورة الإسلامية لتصدير البنزين المدعم خارج الدولة. وزاد تهريب الوقود بنسبة 232 في المائة مقارنة بأرقام العام الماضي. وتقول إيران إن قوات الأمن البحرية لديها قد ضبطت عشر ناقلات للنفط تقوم بتهريب 4600 طن من الوقود الإيراني للخارج عبر الخليج العربي في عام 2008. واعتبارًا من عام 2012، استمر التهريب إلى باكستان وأفغانستان دون انقطاع بسبب فارق السعر مع هذه الدول. ووفقًا للقائد العام للشرطة الإيرانية، كان 20 مليون لتر من الوقود يتم تهريبه يوميًا خارج البلاد قبل تنفيذ خطة إصلاح الدعم. والآن يتم تهريب حوالي مليون لتر من الوقود خارج إيران يوميًا بالرغم من زيادة أسعار الوقود المحلية بسبب خطة إصلاح الدعم الإيرانية.

## ردود الفعل الفورية لخطة ترشيد استهلاك البنزين
سعى بعض المشرعين لتشريع قانون على وجه السرعة لإيقاف خطة الترشيد. وقال التلفزيون الحكومي، إن السيارات الخاصة ستحصل على 100 لتر من البنزين في الشهر، وأقل من ذلك إن كانوا يستخدمون أيضًا الغاز الطبيعي المضغوط. وشكا السائقون أن الكمية قليلة جدًا. يباع جميع البنزين بالفعل باستخدام بطاقات إلكترونية «ذكية»، ولكن لم يحصل عليها بعض السائقين. ويقول المسؤولون إن البطاقات ستقلل من إمكانية وجود سوق سوداء في الوقود.
تم إعطاء الإيرانيين إخطارًا بساعتين فقط من الخطوة التي تسمح لسائقي السيارات الخاصة بالحصول على 100 لتر من الوقود في الشهر. كان هناك غضب أن الحكومة لم تعط الشعب أكثر من إخطار. وتم حرق 12 على الأقل من محطات البنزين في العاصمة الإيرانية؛ طهران. وهتف الشباب الغاضبون، «بالبنادق والأسهم النارية والدبابات، ينبغي قتل [الرئيس] أحمدي نجاد»، وهم يلقون الحجارة على الشرطة.

## ردود الفعل على المدى الطويل لخطة ترشيد استهلاك البنزين
اعتبارًا من منتصف عام 2008، كان يتوقع الفشل الكامل لخطة ترشيد البنزين، وذلك للأسباب التالية:
- استثمارات في البنية التحتية بملايين الدولارات.
- بنية تحتية غير مضمونة ومفتوحة للسرقة وبطيئة، مما يخلق معوقات في محطات البنزين.
- خلق سوق سوداء للبنزين، لتجاوز القيود المفروضة على حصة اللترات التي يمكن شراؤها.
- زيادة في سعر الوقود.
- عدم تقليل الازدحام المروري بسبب نقص وسائل النقل العام.
- التسبب في تضخم عام بسبب تكلفة المعيشة.

وقال وزير النفط إن نظام ترشيد البنزين ساعد الدولة في الحد من الاستهلاك بنسبة تصل إلى 20 مليون لتر في اليوم أو 4 مليارات دولار (2008). تقترب معدلات الاستهلاك من 22.5 مليون غالون (85.2 مليون لتر) في اليوم بدون القيود.
يعترف النقاد أن الترشيد قد قلل الاستهلاك بنسبة حوالي 16 مليون لتر يوميًا. إلا أنه علاوة على ذلك، فإن الحصص الإضافية للمنظمات الحكومية المختلفة وبعض الأفراد ذوي احتياجات البنزين الخاصة وبعض الشركات، فضلاً عن مكافأة 100 لتر 'للعطلة الصيفية' التي خصصتها الحكومة، كل ذلك قد أهدر الانخفاض الأولي في الاستهلاك. وفقًا لصحيفة إيران دايلي:

يحصل المستهلكون تحت 45 فئة مختلفة الآن على حصص إضافية من البنزين.
في المراحل الأولى من الخطة، قلت الحركة المرورية، وانخفض استهلاك البنزين، وكان هناك قدر أقل من التلوث، وتكيف الشعب مع التغير في أنماط استهلاك الوقود. ولكن مع الإعلان عن حصص إضافية، دمرت الإنجازات الأولى.

في يونيو 2009، أعلنت وزارة النفط أن إيران قد وفرت حتى الآن 8.5 مليار دولار من خلال برنامج حصص الوقود بجميع أنحاء الدولة.
وفيما يتعلق ببرنامج ترشيد الوقود، فإنه إذا لم يتم تنفيذ الخطة، فستضطر إيران إلى استيراد 33 مليون لتر من البنزين يوميًا في 2007-8 و44 مليون لتر يوميًا في 2008-9. ومع تنفيذ الخطة، ستقل هذه الأرقام إلى 18.9 مليون لتر و 21.6 مليون لتر يوميًا، على التوالي.

## نهاية خطة ترشيد استهلاك البنزين
بحلول شهر يوليو 2010، تمكنت إيران من توفير 11 مليار دولار منذ بدء خطة ترشيد البنزين، وبفضل هذه الخطة، تم تجنب الحاجة إلى واردات زائدة من السلع. وفي يونيو 2010، تم الإعلان أنه بعد تنفيذ خطة إصلاح الدعم الإيرانية، سيتم بيع البنزين «بسعر السوق الحر». سوف يتزامن بدء خفض دعم البنزين مع بداية النصف الثاني من التقويم الهجري الشمسي في 23 سبتمبر 2010. في ذلك الوقت، سوف تنتهي خطة ترشيد البنزين لعام 2007 (سيبقى نظام الحصص كما هو[بحاجة لتوضيح] في حين ستزداد أسعار البنزين).